# Goios
Goios (pré-AO 1990: Góios) é uma povoação portuguesa do Município de Barcelos que foi sede da Freguesia de Góios, freguesia que tinha 2,96 km² de área e 548 habitantes (2011), e, por isso, uma densidade populacional de 185,1 hab/km².
A Freguesia de Góios foi extinta em 2013, no âmbito de uma reforma administrativa nacional, tendo sido agregada às freguesias de Chorente, Courel, Pedra Furada e Gueral, para formar uma nova freguesia denominada União das Freguesias de Chorente, Góios, Courel, Pedra Furada e Gueral com sede em Chorente.

## População
| População da freguesia de Góios (1864 – 2011) | População da freguesia de Góios (1864 – 2011) | População da freguesia de Góios (1864 – 2011) | População da freguesia de Góios (1864 – 2011) | População da freguesia de Góios (1864 – 2011) | População da freguesia de Góios (1864 – 2011) | População da freguesia de Góios (1864 – 2011) | População da freguesia de Góios (1864 – 2011) | População da freguesia de Góios (1864 – 2011) | População da freguesia de Góios (1864 – 2011) | População da freguesia de Góios (1864 – 2011) | População da freguesia de Góios (1864 – 2011) | População da freguesia de Góios (1864 – 2011) | População da freguesia de Góios (1864 – 2011) | População da freguesia de Góios (1864 – 2011) |
| --------------------------------------------- | --------------------------------------------- | --------------------------------------------- | --------------------------------------------- | --------------------------------------------- | --------------------------------------------- | --------------------------------------------- | --------------------------------------------- | --------------------------------------------- | --------------------------------------------- | --------------------------------------------- | --------------------------------------------- | --------------------------------------------- | --------------------------------------------- | --------------------------------------------- |
| 1864                                          | 1878                                          | 1890                                          | 1900                                          | 1911                                          | 1920                                          | 1930                                          | 1940                                          | 1950                                          | 1960                                          | 1970                                          | 1981                                          | 1991                                          | 2001                                          | 2011                                          |
| 366                                           | 364                                           | 370                                           | 360                                           | 350                                           | 334                                           | 331                                           | 462                                           | 451                                           | 434                                           | 468                                           | 502                                           | 551                                           | 567                                           | 548                                           |